# Glossopeda
La glossopeda (del grec: γλώσσος glossos, llengua i πεδη peda, pota, peülla), (per això el nom comú anglès és Foot-and-mouth disease), o febre aftosa del bestiar és una malaltia epizoòtica de causa viral, altament contagiosa en la ramaderia bovina, ovina, porcina i cabrum, que es manifesta per febre alta i pel desenvolupament d'úlceress petites en la boca, anomenades aftes i erosions originades de vesícules i flictenes en la peülla i la mamella. Vulgarment se'n diu mal de pota o mal de potó.
La febre aftosa del ramat no té cap relació amb la febre aftosa humana.

## Història
La glossopeda es coneix, com a mínim des de fa 2.000 anys. El 1546 Girolamo Fracastoro en va fer la primera descripció científica. El 1898 Friedrich Loeffler descobrí que l'agent causal era un agent filtrable present en la saliva dels bovins malalts.

## Etiologia
L'agent causal és un virus del gènere Aphthovirus, família Picornaviridae, que està format per 7 serotipus. El virus aftós es considera com altament infecciós i de gran transmisibilitat entre el ramat.
Serotipus:
- A
- O
- C
- SAT-1
- SAT-2
- SAT-3
- ASIA-1

La febre aftosa (glossopeda) no és considerada com una zoonosi per l'OMS.

## Mecanismes de transmissió del virus
Aquesta malaltia es transmet principalment per contacte entre un animal sa i un altre de malalt. L'hàbir d'olorar-se i de llepar-se afavoreixen la transmissió. La contaminació dels pinsos i aigua amb la secreció salival, orina i femtes també la transmet. Els humans i els seus vehicles disseminen els virus entre les granges.

## Tractament
En general, no es recomana cap tractament en els animals aftosos. El que es fa és sacrificar els animals afectats, enterrar-los o cremar-los. Tanmateix, existeix una vacuna, inventada per Scholein Rivenson, la vacuna Anti-Aftosa amb Adjuvant Oleós.